# Sam Simon

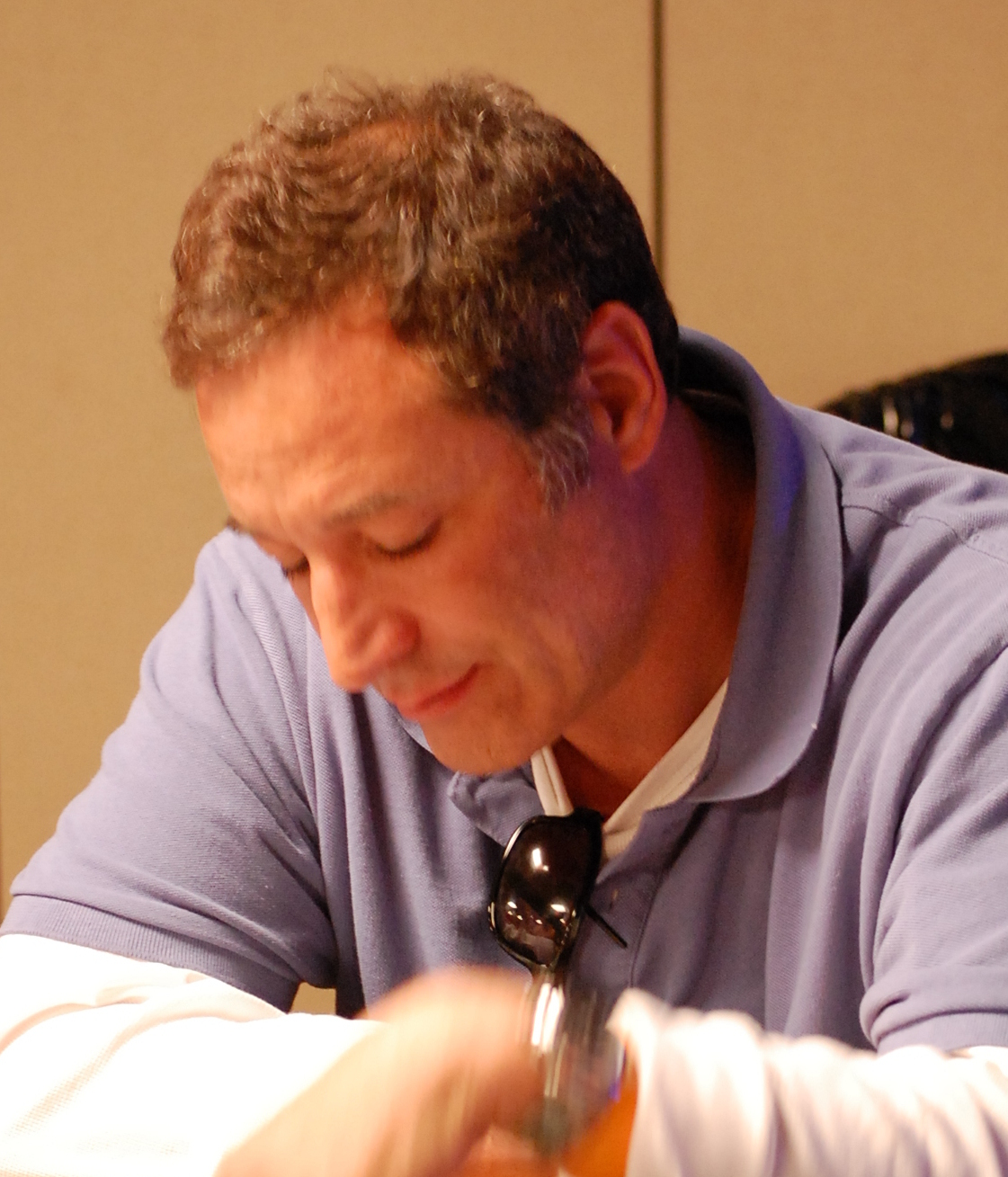
Sam Simon beim Pokerspielen (2008)

Samuel Michael „Sam“ Simon (* 6. Juni 1955 in Los Angeles, Kalifornien; † 8. März 2015 ebenda) war ein US-amerikanischer Fernsehproduzent. Zusammen mit James L. Brooks und Matt Groening produzierte er die ersten 25 Staffeln der Serie Die Simpsons.

## Leben
Simon studierte an der Universität von Stanford und machte 1977 seinen Abschluss. Seine Karriere begann er Anfang der 1980er Jahre als Drehbuchautor, unter anderem für die Sitcoms Taxi und Cheers, später betreute er beide Serien als Produzent. Zwischen 1988 und 1990 arbeitete er als ausführender Produzent der Tracey Ullman Show, in der die Zeichentrickserie Die Simpsons ihre Premiere als kurze Einspieler hatte. Als der Sender beschloss, die Simpsons als eigenständige Fernsehserie zu produzieren, gehörte Simon neben Matt Groening zu den wichtigsten Ideengebern. Simon entwickelte unter anderem die Figuren Mr. Burns und Dr. Hibbert. Nach dem Ende der vierten Staffel verließ Simon die Serie aufgrund unüberbrückbarer Meinungsverschiedenheiten mit Groening. Obwohl er seit 1993 nicht mehr an der Serie mitarbeitete, wurde er nach wie vor (bis zur 14. Episode der 25. Staffel) als ausführender Produzent genannt und erhielt dafür jährlich mehrere Millionen US-Dollar. Auch nach seinem Tod wurde er weiterhin im Abspann der Folgen vermerkt.
Von 1984 bis 1997 war Simon mit Jennifer Tilly verheiratet. Er engagierte sich langjährig für seine Stiftung, die Straßenhunde rettet und für die Ausbildung behinderter Menschen eintritt. Er war Manager des ehemaligen WBO-Weltmeisters Lamon Brewster und wurde 2004 als weltbester Boxmanager nominiert. Er unterstützte Sea Shepherd, die 2012 ihr Schiff Sam Simon – ein ehemaliges japanisches Forschungsschiff – nach ihm benannten.
Als Hobby-Pokerspieler nahm Simon mehrfach an der World Series of Poker am Las Vegas Strip teil. Anfang März 2010 gewann er in Los Angeles ein Pokerturnier mit einer Siegprämie von knapp 60.000 US-Dollar. Insgesamt erspielte er sich Preisgelder von mehr als 350.000 US-Dollar.
Im November 2012 wurde bei Simon Darmkrebs diagnostiziert. Er machte dies im Juli 2013 publik und kündigte an, sein gesamtes Vermögen für wohltätige Zwecke zu spenden. Simon starb am 8. März 2015 an den Folgen der Krebserkrankung.